# Сакко і Ванцетті (фільм, 1971)
«Сакко і Ванцетті» (італ. Sacco e Vanzetti) — італійський фільм-драма 1971 року, поставлений режисером Джуліано Монтальдо. Музику до стрічки, з баладами у виконанні Джоан Баез, написав Енніо Морріконе. Фільм брав участь в конкурсній програмі 24-го Каннського міжнародного кінофестивалю, де Ріккардо Куччолла отримав приз за найкраще виконання чоловічої ролі.

## Сюжет
1920 рік, штат Массачусетс. Двоє випадково затриманих на вулиці іммігрантів-анархістів — Нікола Сакко і Бартоломео Ванцетті — звинувачуються у вбивстві декількох чоловік при пограбуванні взуттєвої фабрики. У заарештованих виявлені пістолети, які, за твердженням прокурора Кацмана, використовувалися при скоєнні злочину. Захищати обвинувачених береться відомий адвокат Фред Мур. Поступово, у міру того як справа стає все більше відомою широкій публіці, суд над Сакко і Ванцетті набуває рис політичного процесу…

## У ролях
| • Джан Марія Волонте | … | Бартоломео Ванцетті      |
| • Ріккардо Куччолла  | … | Нікола Сакко             |
| • Сиріл К'юсак       | … | прокурор Фредерік Кацман |
| • Розанна Фрателло   | … | Роза Сакко               |
| • Джеффрі Кін        | … | суддя Вебстер Тейєр      |
| • Майло О'Ші         | … | адвокат Фред Мур         |
| • Вільям Прінс       | … | адвокат Вільям Томпсон   |
| • Клод Манн          | … | журналіст                |
| • Армінія Бальдуччі  | … | Вірджинія                |

## Знімальна група
- Автори сценарію — Фабріціо Онофрі, Джуліано Монтальдо, Оттавіо Джемма
- Режисер-постановник — Джуліано Монтальдо
- Продюсер — Арріго Коломбо, Джорджо Папі
- Оператор — Сільвано Іпполіті
- Композитор — Енніо Морріконе
- Монтаж — Ніно Баральї
- Художник-постановник — Ауреліо Круньйола
- Художник по костюмах — Енріко Саббатіні

## Звукова доріжка
Автор музики Енніо Морріконе. 
| #     | Назва                                        | Тривалість |
| ----- | -------------------------------------------- | ---------- |
| 1.    | «Speranze di libertà»                        | 2:30       |
| 2.    | «La ballata di Sacco e Vanzetti — I parte»   | 5:03       |
| 3.    | «Nel carcere»                                | 2:07       |
| 4.    | «La ballata di Sacco e Vanzetti — II parte»  | 5:23       |
| 5.    | «Sacco e il figlio»                          | 1:52       |
| 6.    | «Speranze di libertà (#2)»                   | 0:46       |
| 7.    | «Nel carcere (#2)»                           | 2:39       |
| 8.    | «La ballata di Sacco e Vanzetti — III parte» | 6:27       |
| 9.    | «Libertà nella speranza»                     | 2:05       |
| 10.   | «E dover morire»                             | 3:04       |
| 11.   | «Sacco e il figlio (#2)»                     | 1:48       |
| 12.   | «La sedia elettrica»                         | 2:01       |
| 13.   | «Libertà nella speranza (#2)»                | 1:18       |
| 14.   | «Here's to you»                              | 3:10       |
| 40:13 |                                              |            |

## Нагороди та номінації
| Список нагород та номінацій                    | Список нагород та номінацій | Список нагород та номінацій | Список нагород та номінацій                         | Список нагород та номінацій | Список нагород та номінацій |
| Кінопремія                                     | Дата церемонії              | Категорія                   | Номінант(и)                                         | Результат                   | Дж                          |
| ---------------------------------------------- | --------------------------- | --------------------------- | --------------------------------------------------- | --------------------------- | --------------------------- |
| Каннський міжнародний кінофестиваль            | 12-27.05.1971               | Золота пальмова гілка       | Сакко і Ванцетті                                    | Номінація                   |                             |
| Каннський міжнародний кінофестиваль            | 12-27.05.1971               | Найкраща чоловіча роль      | Ріккардо Куччолла                                   | Перемога                    |                             |
| Кінофестиваль неореалістичного кіно в Авелліно | 1971                        | Приз за найкращий фільм     | Сакко і Ванцетті                                    | Перемога                    |                             |
| Кінофестиваль неореалістичного кіно в Авелліно | 1971                        | Приз найкращому акторові    | Ріккардо Куччолла                                   | Перемога                    |                             |
| Премія «Срібна стрічка»                        | 1972                        | Найкращий актор             | Ріккардо Куччолла                                   | Перемога                    |                             |
| Премія «Срібна стрічка»                        | 1972                        | Найкраща акторка            | Розанна фрателло                                    | Перемога                    |                             |
| Премія «Срібна стрічка»                        | 1972                        | Найкращий сценарій          | Фабріціо Онофрі, Джуліано Монтальдо, Оттавіо Джемма | Номінація                   |                             |
| Премія «Срібна стрічка»                        | 1972                        | Найкраща музика до фільму   | Енніо Морріконе                                     | Перемога                    |                             |